# Karel Koldovský
Karel Koldovský (10. června 1898, Vysoké nad Jizerou – 29. dubna 1943) byl československý lyžař, skokan a běžec.

## Sportovní kariéra
Na I. ZOH v Chamonix 1924 skončil ve skocích na lyžích na 20. místě. Na mistrovství světa 1925 v Janských Lázních skončil v běhu na lyžích na 50 km na 7. místě.